# Ronnie Drew
Ronnie Drew (en irlandés: Ránall Ó Draoi) (16 de septiembre de 1934 – 16 de agosto de 2008) fue un cantante y compositor irlandés nacido en Dún Laoghaire, condado de Dublín, famoso internacionalmente durante más de 50 años junto al grupo de música folk "The Dubliners".

## Su carrera
En los años 50, Drew emigró a España para enseñar inglés y aprender el castellano y la guitarra flamenca. Cuando regresó a Irlanda, compaginó actuaciones en "The Gate Thater" con diferentes trabajos.
En 1962, Drew fundó "The Ronnie Drew Group" junto con Luke Kelly, Barney McKenna y Ciaran Bourke, pero pronto cambiaron el nombre del grupo a "The Dubliners", al cual se sumó, John Sheahan. Enseguida "The Dubliners" llegó a ser uno de los grupos más conocidos en Irlanda de música folk tradicional. Sus orígenes se remontan a actuaciones en el famoso pub irlandés O'Donoghue en Merrion Row. Posteriormente se trasladaron a The Abbey Tavern en Howth y fueron ampliando su número de actuaciones por todo el centro de Dublín. Ronnie Drew abandonó temporalmente el grupo en 1974 pero regresaría 5 años después. Drew dejó definitivamente "The Dubliners" para lanzar su carrera en solitario en 1995. En el 2002, se reunió esporádicamente de nuevo con los "Dubliners" para celebrar el 40 aniversario de la formación.
A partir de 1995, Ronnie Drew lanzó su carrera en solitario y grabó diversos temas con varios artistas, como Christy Moore, The Pogues, Dropkick Murphys, Antonio Breschi, Eleanor Shanley entre otros.
El 22 de agosto de 2006, Ronnie Drew fue honrado en una ceremonia dónde su huellas dactilares fueron añadidas en "Walk of Fame" (el paseo de la fama) en Dublín, en las afueras del Dublin's Gaiety Theater.
En 2007, con un Ronnie ya bastante enfermo, surgió la idea de rendirle un homenaje. Se compuso la canción “The ballad of Ronnie Drew” y en su grabación participaron miembros de grupos como U2, The Killers, The Corrs o cantantes como Sinead O´Connor o Chris de Burgh, la cual fue interpretada en televisión durante el programa Late Late Show, con Ronnie entre los espectadores.

## Declive, enfermedad y muerte
En septiembre del 2006 se le diagnosticó un cáncer de garganta producido por años de excesos ingiriendo bebidas alcohólicas y fumando. Poco después, en diciembre del mismo año, apareció en un programa de televisión irlandesa para hablar sobre su enfermedad.
Además del duro golpe de su enfermedad, tuvo que sufrir el fallecimiento de su mujer Deirdre Drew, con la cual llevaba más de 40 años casado.
En octubre del 2007, Drew apareció en RTE1 en una entrevista por primera vez, calvo y completamente afeitado para hablar de su vida y de su enfermedad.
Ronnie Drew murió finalmente en St Vincent's Hospital, Dublín, el 16 de agosto de 2008 y fue enterrado 3 días después en Redford Cemetery en Greystones.

## Discografía en solitario
- Ronnie Drew (1975)
- Guaranteed (1978)
- Dirty Rotten Shame (1995)
- The Humour is On Me Now (1999)
- A Couple More Years (2000)
- An Evenning With Ronnie Drew (2004)
- The Magic Of Christmas (2004)
- El Amor De Mi Vida (2006)
- There's Life In The Old Dog Yet (2006)
- Pearls (2007)
- A Fond Farewell (2008)

## Homenaje
El 19 de febrero del 2008 una gran cantidad de artistas irlandeses decidieron unirse para crear una canción homenaje a Ronnie Drew titulada "The Ballad Of Ronnie Drew", liderado por Bono, el cantante de U2.